# Дом на две улици
„Дом на две улици“ е български игрален филм (драма) от 1960 година на режисьора Кирил Илинчев, по сценарий на Бурян Енчев. Оператор е Трендафил Захариев. Музиката във филма е композирана от Иван Маринов.

## Актьорски състав
Роли във филма изпълняват актьорите:
- Саркис Мухибян – Серафим
- Антония Янева – Злата
- Емануил Дойнов – Крум
- Андрей Чапразов – Инженер Калпакчиев
- Свобода Молерова – Милена
- Любен Желязков – Токмачев
- Григор Вачков – Гуни хуната
- Димитър Пешев – Полковник Шварц
- Иван Обретенов – Адвокатът
- Никола Дачев – Германският офицер
- Стоян Стойчев – Старши стражар
- Анани Явашев – Владко
- Гинка Станчева – Ането
- Стефан Петров – Стоимен
- Владимир Кецкаров – Гогето
- Никола Маринов – Руско Аламаната
- Петър Слабаков – Кирил